# سوزانا هاپوجا
آینو ماریا سوزانا هاپوجا (۱۳ نوامبر ۱۹۶۶ - ۳۰ مه ۲۰۰۹) یک سیاستمدار فنلاندی عضو حزب مرکزی بود. هاپوجا در کاوهاوا متولد شد. وی دو دوره به عنوان نماینده مجلس خدمت کرد و در سال ۲۰۰۵ رئیس شورای شهر کاوهوا شد.
هاپوجا در سن ۴۲ سالگی دچار خونریزی مغزی شد و در تامپره درگذشت. پدر وی، کالوی هاپوجا، یک بازیگر است.